# Port lotniczy Synopa
Port lotniczy Synopa (IATA: SIC, ICAO: LTCM) – port lotniczy położony w Synopie, w prowincji Synopa, w Turcji.

## Linie lotnicze i połączenia
| Linia Lotnicza   | Kierunek                 |
| ---------------- | ------------------------ |
| Pegasus Airlines | 1. Stambuł-Sabiha Gökçen |
| Turkish Airlines | 1. Stambuł               |